# Caprella incisa
Caprella incisa är en kräftdjursart som beskrevs av Mayer 1903. Caprella incisa ingår i släktet Caprella och familjen Caprellidae. Inga underarter finns listade i Catalogue of Life.